# LAMP-Methode
Die LAMP-Methode ist eine Sprachlernmethode, die Thomas und Elizabeth Brewster 1976 in ihrem Buch Language Acquistion Made Practical (LAMP) (Spracherwerb praktisch gemacht) vorstellten. Sie folgen dabei dem Motto: Lerne wenig, aber gebrauche das Wenige viel.

## Die Methode
LAMP verknüpft das Sprachlernen mit alltäglicher Konversation und sozialer Interaktion. Die Methode fußt dabei auf den Erfahrungen mit Kursen, die an dem Toronto Institute of Linguistics von den 1950er bis in die 1990er Jahre gehalten wurden. Die einfache Anwendbarkeit und die Betonung des selbstbestimmten Lernens führt jedoch dazu, dass sie bis heute gern von Menschen angewandt wird, die z. B. beruflich für einige Zeit im Ausland leben. Darüber hinaus wird LAMP auch von Entwicklungshelfern, Ethnologen und Missionaren angewandt, die eine Sprache lernen wollen, zu der es keine Materialien gibt, die vielleicht nicht einmal eine Schriftsprache ist. Das linguistische Institut SIL International nutzt die Methode neben weiteren Sprachlernmethoden zum Studieren und Dokumentieren von Sprachen.
Typische Elemente von LAMP sind:

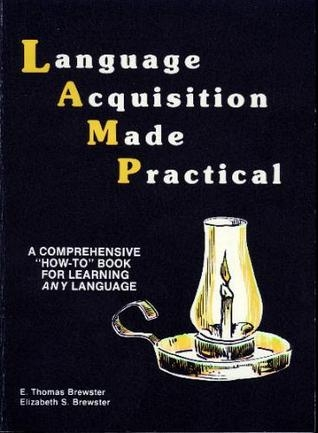
LAMP – Language Aquisition Made Practical, Brewster

- das Auswendiglernen von Kurztexten (Monologe und Dialoge), die direkt in alltäglichen Situationen eingesetzt werden können,
- das Entwickeln von genauem Verständnis und Flexibilität durch das Einüben von Sprachmustern,
- die permanente Kombination von Sprechen und Handeln, um Inhalte zu festigen,
- das sogenannte Bonding[3], wobei der Sprachlerner sich bewusst Bezugspersonen aussucht, von denen er sich prägen lassen und mit denen er Sprache lernen will,
- das Hör-Sprach-Verständnis als Basis des Lernens (Vokabeln und Grammatik spielen eine untergeordnete Rolle).